# باشگاه فوتبال مادورا یونایتد
باشگاه فوتبال مادورا یونایتد (انگلیسی: Madura United F.C.) یک باشگاه فوتبال از اندونزی است که در شهر پامه‌کاسان واقع در جزیره مادورا و استان جاوه شرقی قرار دارد. این تیم با نام پلیتاجایا سابقه مقام سومی در جام باشگاه‌های آسیا ۹۱–۱۹۹۰ را دارد. این تیم بین سالهای ۱۹۸۶ تا ۱۹۹۷ پلیتاجایا نام داشت.